# Indiana Fever 2009
La stagione 2009 delle Indiana Fever fu la 10ª nella WNBA per la franchigia.
Le Indiana Fever vinsero la Eastern Conference con un record di 22-12. Nei play-off vinsero la semifinale di conference con le Washington Mystics (2-0), la finale di conference con le Detroit Shock (2-1), perdendo poi la finale WNBA con le Phoenix Mercury (3-2).

## Roster
| N° | Naz.                   | Ruolo | Sportivo             | Anno | Alt. | Peso |
| -- | ---------------------- | ----- | -------------------- | ---- | ---- | ---- |
| 1  | Stati Uniti (bandiera) | A     | Khadijah Whittington | 1986 | 185  | 84   |
| 7  | Stati Uniti (bandiera) | G     | Erica White          | 1986 | 160  | 61   |
| 8  | Canada (bandiera)      | C     | Tammy Sutton-Brown   | 1978 | 193  | 91   |
| 14 | Stati Uniti (bandiera) | G     | Shay Murphy          | 1985 | 180  | 74   |
| 20 | Stati Uniti (bandiera) | G     | Briann January       | 1987 | 173  | 73   |
| 21 | Stati Uniti (bandiera) | G     | Tamecka Dixon        | 1975 | 175  | 67   |
| 23 | Stati Uniti (bandiera) | GA    | Katie Douglas        | 1979 | 183  | 75   |
| 24 | Stati Uniti (bandiera) | A     | Tamika Catchings     | 1979 | 185  | 76   |
| 31 | Stati Uniti (bandiera) | AC    | Jessica Moore        | 1982 | 191  | 79   |
| 32 | Stati Uniti (bandiera) | A     | Ebony Hoffman        | 1982 | 188  | 98   |
| 33 | Stati Uniti (bandiera) | AC    | Yolanda Griffith     | 1970 | 191  | 85   |
| 34 | Stati Uniti (bandiera) | A     | Christina Wirth      | 1987 | 185  | 84   |
| 41 | Australia (bandiera)   | G     | Tully Bevilaqua      | 1972 | 170  | 66   |
| 50 | Stati Uniti (bandiera) | C     | Jessica Davenport    | 1985 | 196  | 98   |

## Staff tecnico
- Allenatore: Lin Dunn
- Vice-allenatori: Gary Kloppenburg, Jim Lewis
- Preparatore atletico: Craig Stull
- Preparatore fisico: Brandon Johnson